# Metaborborus flavior
Metaborborus flavior är en tvåvingeart som först beskrevs av Vanschuytbroeck 1959.  Metaborborus flavior ingår i släktet Metaborborus och familjen hoppflugor. Inga underarter finns listade i Catalogue of Life.